# 499
Cette page concerne l'année 499  du calendrier julien. Pour l'année 499 av. J.-C., voir 499 av. J.-C. Pour le nombre 499, voir 499 (nombre).
L'année 499 est une année commune qui commence un vendredi.

## Événements
- 1er mars : soutenu par Théodoric le Grand, le pape Symmaque évince l'antipape Laurent et le nomme évêque de Nocera en Campanie lors d'un synode tenu à Rome[1]. Le schisme laurentien recommence en 501.
- 2 septembre : le roi des Burgondes Gondebaud réunit à Lyon un colloque d'évêques méridionaux. Avit de Vienne y défend l'orthodoxie contre l'arianisme, sans convaincre Gondebaud[2].
- Alliance secrète entre Clovis Ier et Godegisil, co-roi de Bourgogne, contre Gondebaud. Une attaque conjointe avec Théodoric est programmée pour l'année suivante[2].
- Les Proto-Bulgares passent le Danube et ravagent la Thrace. Les troupes byzantines d'Illyrie sont battues[3].
- Chine : début du règne de Xuanwudi (en), de son nom personnel Tuoba Ke (T’o-pa Ki’ao) ou Yuan Ke, roi des Wei du Nord (499-515)[4].
- Second règne du roi sassanide de Perse Kavadh Ier, qui retrouve son trône avec l'aide des Huns hephthalites[5].
- Les chasses données en spectacles publics dans l’Empire byzantin sont remplacées par des jeux acrobatiques, pour des raisons morales tout autant qu’économiques[6].
- Le mathématicien et astronome indien Aryabhata écrit un traité d'astronomie, l'Āryabhaṭīya[7].

## Décès en 499
- Xiaowendi (Wei du Nord).